# Philipp Heinrich Müller
Philipp Heinrich Müller (Augsburg, 2 d'octubre de 1654 - Augsburg, 17 de gener de 1719) fou un dels medallistes més significatius del barroc tardà alemany.
Nascut a Augsburg, fou un important medallista i estampador alemany que va aprendre l'ofici d'argenter. Sota la protecció i el patrocini del regidor d'Augsburg, Leonhard Weiss, un retrat del qual fou una les seves produccions més primerenques, va començar l'art del gravat de medalles. Així, fou l'autor de nombroses medalles commemoratives i religioses (concretament, una sèrie de papes), entre d'altres. També es va encarregar de gravar les monedes de diverses ciutats i corts d'Alemanya. A més d'Augsburg, Müller va treballar també a Nuremberg i Salzburg. Les seves medalles van començar a ser conegudes i admirades per tot Europa. Va fer retrats de la major part dels governants i prínceps de la seva època, i medalles commemoratives que representen els esdeveniments importants de la història moderna alemanya, així com els relacionats amb altres països, com la Gran Bretanya, França, Holanda, Itàlia, Àustria, Rússia i la República de Venècia. Fins i tot espanyoles.
Part de les seves obres estan exposades al Museu Nacional d'Art de Catalunya (MNAC). La Medalla commemorativa de la victòria de Lleida, del 1710, és un exemple.